# Projeto IDX
O Project IDX é um ambiente de desenvolvimento integrado (IDE) online assistido por Inteligencia Artifical Gemini desenvolvido pela empresa norte-americana Google em maio de 2024, baseado no Code OSS/VS Code.

## Características
O Project IDX é um espaço de trabalho assistido por IA para desenvolvimento de aplicativos full stack e multiplataforma na nuvem, baseado em Code OSS (edição de código aberto do Visual Studio Code) e, usa a infraestrutura do Google Cloud VM (Cloud Workstation) para ser executado. Sendo  capaz de desenvolver em qualquer lugar usando qualquer dispositivo e, permitindo hospedar o projeto no Google Cloud Workspace paraintegrar com os serviços/programas no Google Cloud ou usar o AWS Cloud9.
Projetado para a criação ágil e facil de aplicações na web e multiplataforma, além da implantação e o gerenciamento, com suporte para uma ampla variedade de estruturas, linguagens, frameworks e, serviços. O Google também fornece modelos para projetos JavaScript, Python e Go, também para uma série de estruturas web e multiplataforma como Angular, Flask, Flutter, Node, Next.js, React, Vue, Svelte, FireBase e, Google Maps.
O ambiente do IDX possui todos os recursos de uma VM com base em Linux. Além de incluir os recursos, idiomas e plugins suportados pelo VS Code, possui funcionalidades exclusivas criadas pelo Google, como o assistente de inteligência artificial generativa integrado alimentado por Gemini, integrações Nix e emuladores iOS e Android.
O IDX AI faz sugestões de código enquanto o programador digita e, oferece um bate-papo com o assistente IA onde pode pedir para criar um novo código, ou  traduzir código para outro idioma, ou explicar o código, ou para escrever testes de unidade.
Integração com Git e GitHub, as importações são de três tipos: web, Flutter e, outros, que podem ser estruturas JavaScript/TypeScript diferentes das explicitamente listadas. Se o projeto GitHub tiver dependências de JavaScript, você poderá executar npm install no terminal do IDX após a importação e, pode transformar o projeto em repositório Git no IDX e sincronizar com o GitHub.
14 de maio de 2024 a empresa Google lançou o IDX como beta aberto.